# Lay Lady Lay
Singles de Bob Dylan
I Threw It All Away
(1969) Tonight I'll Be Staying Here with You
(1969)
Lay Lady Lay est une chanson de Bob Dylan parue en 1969 sur l'album Nashville Skyline. Elle est également éditée au format 45 tours la même année et se classe dans le top 10 des ventes au Royaume-Uni comme aux États-Unis, un succès que Dylan n'a pas connu depuis 1966 et Rainy Day Women #12 & 35.

## Reprises
Lay Lady Lay a notamment été reprise par :
- The Byrds en single (1969)
- Cher sur l'album 3614 Jackson Highway (1969)
- Ben E. King sur l'album Rough Edges (1970)
- The Isley Brothers sur l'album Givin' It Back (1971)
- Melanie sur l'album Garden in the City (1972)
- Hoyt Axton sur l'album Fearless (1976)
- Kevin Ayers sur l'album Diamond Jack and the Queen of Pain (1983)
- Duran Duran sur l'album de reprises Thank You (1995)
- Ministry sur l'album Filth Pig (1996)
- Cassandra Wilson sur l'album Glamoured (2003)
- Magnet avec Gemma Hayes sur l'album On Your Side (2003)
- Jack DeJohnette, Larry Grenadier, John Medeski et John Scofield sur l'album Hudson (2017)

## Samples
L'instrumentale de Lay Lady Lay a été samplé par :
- Kid Cudi dans le morceau Highs and Lows (2010)